# Žikava
Žikava este o comună slovacă, aflată în districtul Zlaté Moravce din regiunea Nitra. Localitatea se află la altitudinea de 270 m deasupra n.m., se întinde pe o suprafață de 11,29 km2 și în 2017 număra 519 locuitori.

## Istoric
Localitatea Žikava este atestată documentar din 1075.

## Demografie
| An:                | 1994 | 2004   | 2014   | 2024   |
| ------------------ | ---- | ------ | ------ | ------ |
| Număr de persoane: | 592  | 545    | 518    | 534    |
| Diferență:         |      | −7,93% | −4,95% | +3,08% |

| An:                | 2023 | 2024 |
| ------------------ | ---- | ---- |
| Număr de persoane: | 534  | 534  |
| Diferență:         |      | +0%  |